# Sprang-Capelle
Sprang-Capelle est un village situé dans la commune néerlandaise de Waalwijk, dans la province du Brabant-Septentrional.
La commune de Sprang-Capelle avait été créée le 1er janvier 1923 par la fusion des communes de Sprang, de Vrijhoeve-Capelle et de Capelle. Le 1er janvier 1997, la commune de Sprang-Capelle est supprimée et rattachée à celle de Waalwijk.

## Galerie

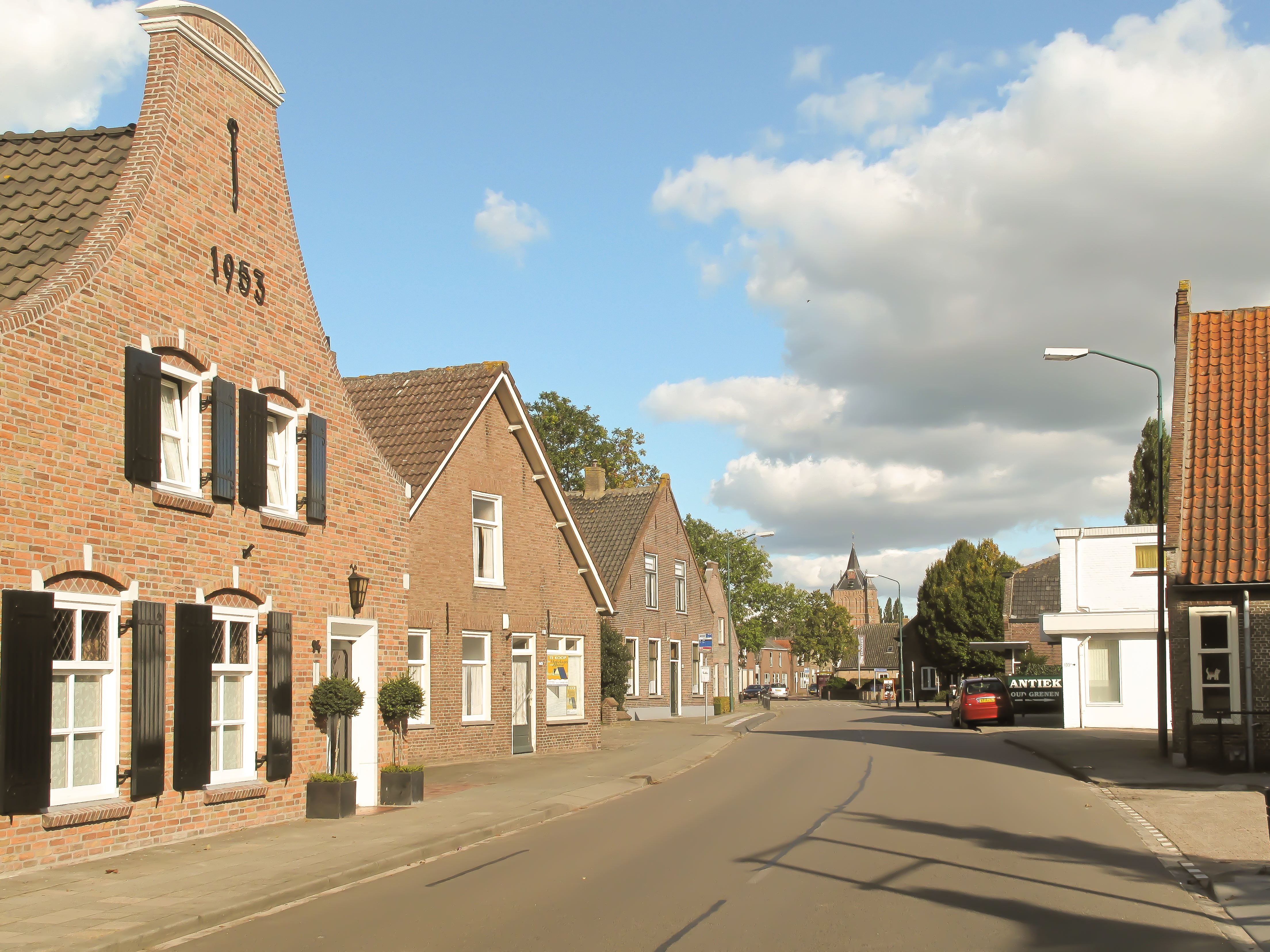
Vue dans la rue : le « Kerkstraat » (Rue de l'église)
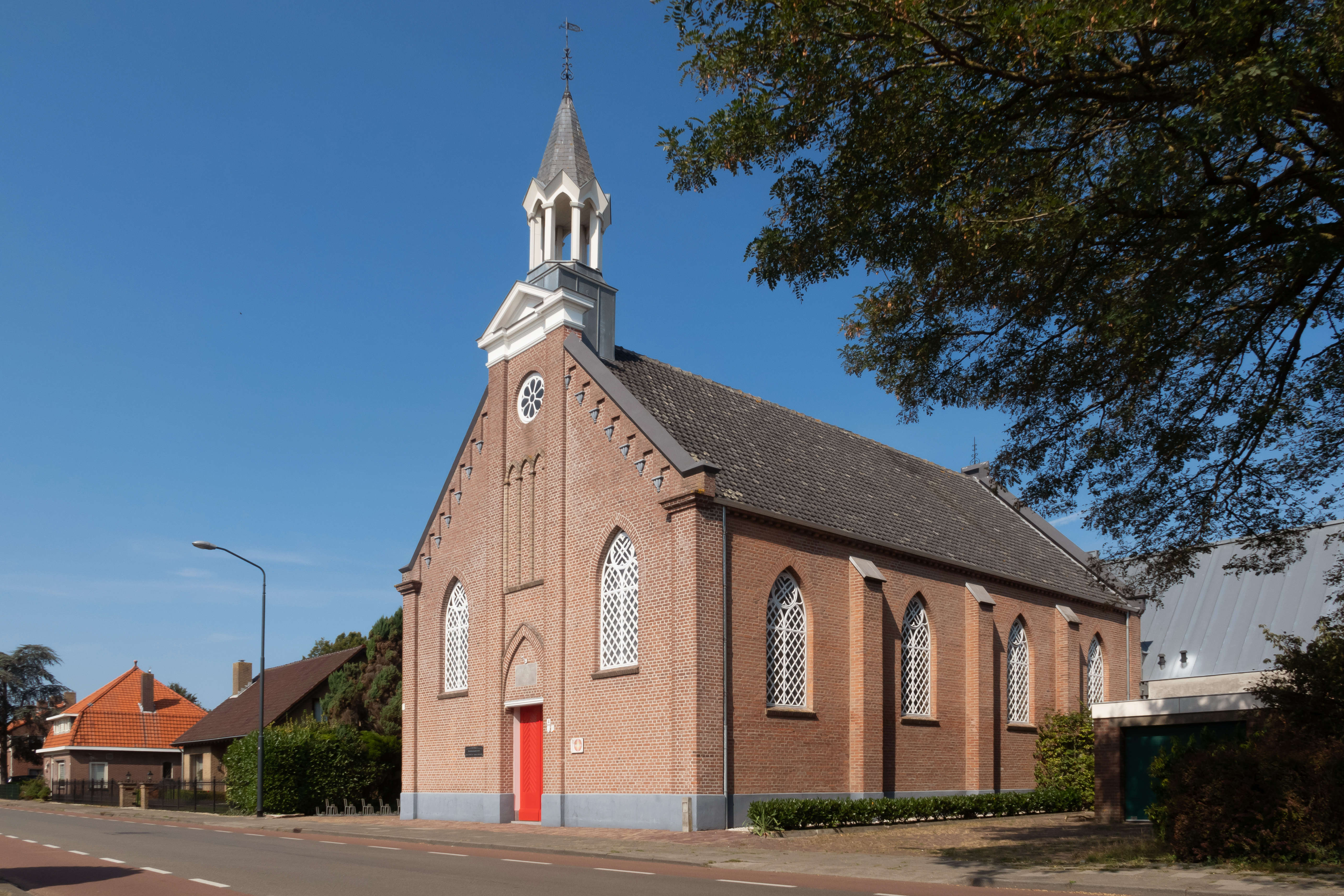
Église protestante « De Brug »
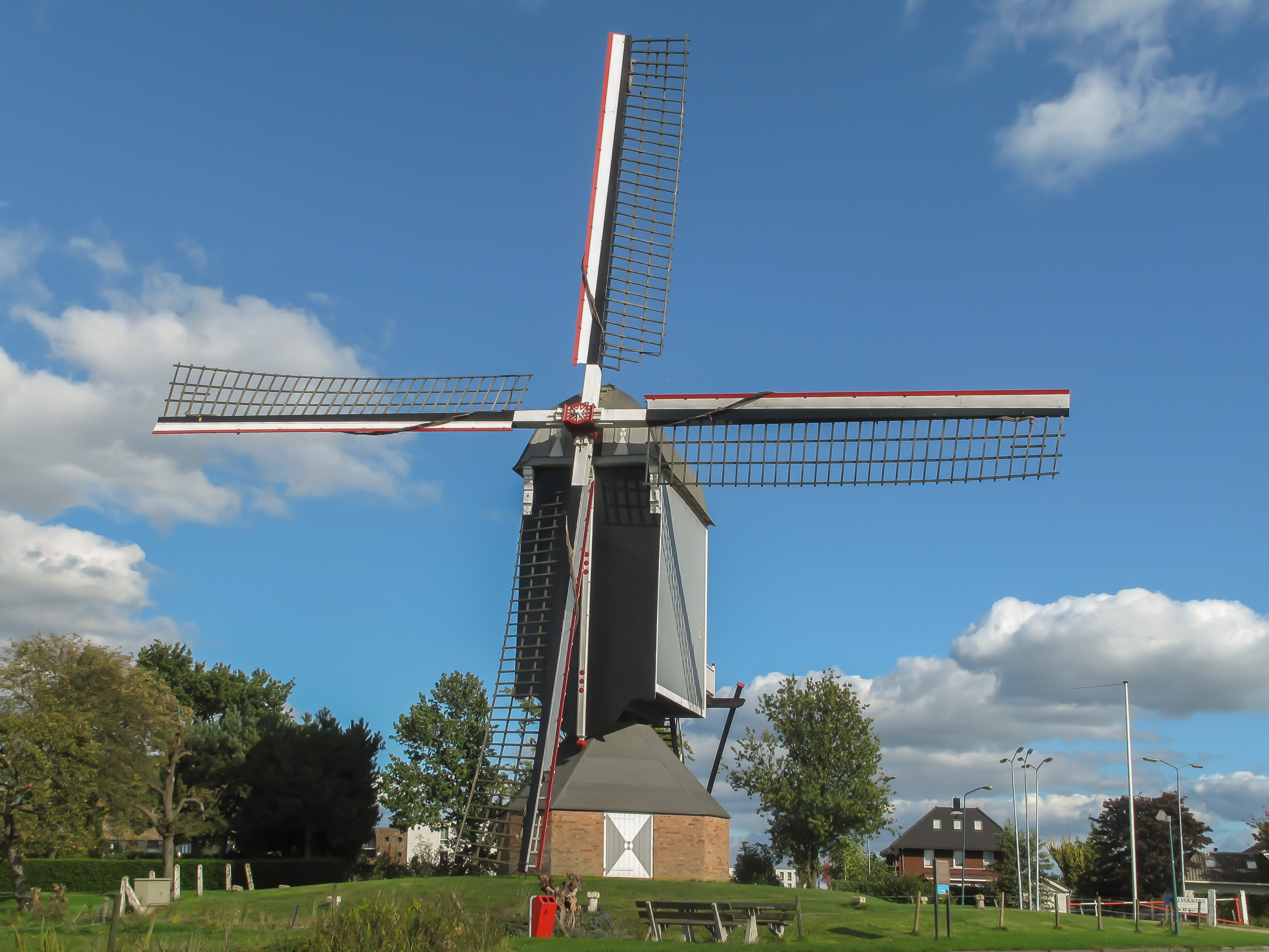
Moulin à vent : korenmolen (minoterie) « Dye Sprancke »